# Марко Вешович
Марко Вешович (босн., хорв., серб. і чорн. лат. Marko Vešović, серб. і чорн. кир. Марко Вешовић; березень 1945, с. Папе поблизу Бієло-Поля, Чорногорія — 17 серпня 2023) — чорногорський і боснійський письменник. Член хорватського ПЕН-клубу.
Закінчив гімназію у Бієло-Полі, філософський факультет Сараєвського університету, магістерський курс філологічного факультету Белградського університету. Працював учителем у гімназії, викладав у Сараєвському університеті. 2000 року захистив дисертацію на тему «Мова поезії Зоговича». Лауреат «Бранкової премії» Спілки письменників Воєводини. Живе і працює у Сараєві.

## Твори

### Поезія
- Nedjelja (1970)
- Osmatračnica (1974)
- Sijermini sinovi (1979)
- Kralj i olupina (1997)
- Poljska konjica (2002, 2004)

### Проза
- Rodonačelnik (1982)
- Četvrti genije (1989)
- Smrt je majstor iz Srbije (1994, 2003)
- Moj svijete izgubljeni (2000)
- Bosanska priča (2003)
- Markovi konaci (2005)

### Есеїстика
- Na ledu zapisano (1999)